# Melling
Melling je priimek več oseb:
- Al Melling, avtomobilski inženir
- Harry Melling, angleški igralec
- Antoine Ignace Melling (1763–1831), arhitekt